# Nacaduba cyanea
Nacaduba cyanea is een vlinder uit de familie van de Lycaenidae (kleine pages, vuurvlinders en blauwtjes), uit de onderfamilie van de Polyommatinae (blauwtjes). De wetenschappelijke naam van deze soort is voor het eerst gepubliceerd in 1775 door Pieter Cramer.

## Verspreiding
Nacaduba cyanea komt voor in Indonesië (de Obi-eilanden), Papoea-Nieuw-Guinea, Australië en de Solomonseilanden

## Ondersoorten
- Nacaduba cyanea cyanea (Cramer, 1775)
- Nacaduba cyanea epicoritus (Boisduval, 1832)
- Nacaduba cyanea sperchius (C. & R. Felder, 1860)
- Nacaduba cyanea pindus (C. & R. Felder, [1865])
- Nacaduba cyanea arinia (Oberthür, 1878)
- Nacaduba cyanea illustris (Röber, 1886)
- Nacaduba cyanea chromia (Druce, 1891)
- Nacaduba cyanea smaragdus (Druce & Bethune-Baker, 1893)
- Nacaduba cyanea hamilcar (Grose-Smith, 1894)
- Nacaduba cyanea carissima (Grose-Smith & Kirby, 1895)
- Nacaduba cyanea stephani (Grose-Smith & Kirby, 1896)
- Nacaduba cyanea manto (Grose-Smith & Kirby, 1896)
- Nacaduba cyanea pseudochromia (Ribbe, 1899)
- Nacaduba cyanea intermedius (Ribbe, 1899)
- Nacaduba cyanea rosselana (Bethune-Baker, 1908)
- Nacaduba cyanea obiana (Fruhstorfer, 1915)
- Nacaduba cyanea murua Tennent, 2015